# F. Tóth Benedek
F. Tóth Benedek (Tiszaföldvár, 1967. november 13. –) Zsoldos Péter-díjas sci-fi-író, újságíró, szerkesztő. 2007 szeptemberében a koppenhágai Eurocon találkozón megkapta az Encouragement Award elismerést. A Magyar Írószövetség tagja. 2020 októberétől az Index.hu hírportál kultúra rovatának vezetője. 2021 szeptemberétől az Index.hu főszerkesztő-helyettese.

## Életrajz
Gyermekkorát Tiszafüreden töltötte, iskoláit is itt végezte. 1987 és 1993 között a debreceni Kossuth Lajos Tudományegyetem hallgatója volt, itt történelem–földrajz szakos diplomát szerzett. 1993-ban kezdte meg szakirányú képzését a Budapest Média Intézetben, ahol 1994-ben újságírói szakvizsgát tett. 2003 óta a Budapesti Kommunikációs Főiskolán tanít újságírási alapismereteket és műfajelméletet. Első kötete 2007-ben jelent meg Mellékhatás címen a Graal Kiadó gondozásában.
Dimand című kisregényét és több novelláját 2008-ban Zsoldos Péter-díjra jelölték.
A Zóna.hu alapítója, szerkesztője 2009-ig. 2010-ig rendszeresen publikált a BMW-magazinban. Kedvenc műfaja a riport és az interjú. A Szépművészeti Múzeum felkérésére 2010 márciusáig szerkesztőként dolgozott a MúzeumCafé magazinnál.

### Korábbi munkahelyei
- Magyar Hírlap (2005–2006 - az Ahogy tetszik szerkesztője, a kulturális rovat vezetője)
- Képes Újság (2004–2005: főszerkesztő)
- Europress (2001–2004: főszerkesztő-helyettes, rovatvezető)
- Világgazdaság (1999–2001: Felsőoktatás melléklet-szerkesztő, újságíró)
- 168 Óra (1994–1999: rovatvezető, újságíró)
- TV3 (1994–1995: Híradó-tudósító)
- Magyar Rádió (1994–1995: Krónika, tudósító)
- TVEger (1993: szerkesztő-riporter)
- Kartográfiai Vállalat (1990: fizikai segédmunkás)

## Művei

### Novelláskötetek
- Nélküled a jövő (novellaválogatás, Graal Könyvek Kiadó, 2014) ISBN 9789638733450
  - Ceterum censeo
  - Nullák meg egyesek
  - Nélküled a jövő
  - Hiszed vagy nem
  - Az eredendő tudás
  - G-moll
  - Pillanatfelvétel
  - Éjnek hajnala
  - Álmodsz-e még, és ha igen, miről?
- Mellékhatás[3] (novellaválogatás, Graal Könyvek Kiadó, 2007 május) ISBN 9789638733436
  - ZX-223
  - Farsang a kastélyban
  - Hat óra húsz
  - Referencia
  - Zsákbamacska
  - Showtime
  - Önvédelem
  - A háromszázhetvenharmadik üzenet
  - Mellékhatás
  - Dimand (kisregény)

### Novellák
- Éjnek hajnala (Galaktika 262 (január), 58-66. oldal, Metropolis Média Group Kft., 2012) – Zsoldos Péter-díj, 2012 legjobb sci-fi novella
- 43 (Galaktika 250 (január), 20-32. oldal, Metropolis Média Group Kft., 2011)
- Halálszámláló (Új Galaxis 17, 138-140. oldal, Avana, 2010)
- Nullák meg egyesek (HiperGalaktika 03, 134-137. oldal, Metropolis Media Group Kft., 2009)
- Hiszed vagy nem (Kétszázadik, 243-252. oldal, Metropolis Media Group Kft., 2009)
- Az eredendő tudás (HiperGalaktika 02, 126-130. oldal, Metropolis Media Group Kft., 2008
- Nélküled a jövő (A Katedrális Őrzői, antológia , 7-50. oldal, Tuan Kiadó, 2008)
- Ceterum censeo (Galaktika 219 (június), 72-80. oldal, Metropolis Media Group Kft., 2008)
- Pillanatfelvétel (Galaktika 211 (október), 66-74. oldal, Metropolis Media Group Kft., 2007)

## Díjak, kitüntetések
- Encouragement Award (Bátorítás-díj) (Koppenhága, EuroCon 2007. szeptember 22., a Mellékhatás kötetért)
- I. helyezés, sci-fi-író háromtusa (vers, novella, színpadi jelenet), Gyula, HungaroCon 2010
- Zsoldos Péter-díj (novella kategória, 2012) - Éjnek hajnala, Galaktika 262.[4]